# قرار مجلس الأمن التابع للأمم المتحدة رقم 1257
قرار مجلس الأمن التابع للأمم المتحدة رقم 1257 هو قرار اتخذ بالإجماع في 3 أغسطس 1999م، بعد التذكير بالقرارات السابقة بشأن تيمور الشرقية (تيمور - ليشتي)، ولا سيما القرار 1246 (1999)، مدد المجلس ولاية بعثة الأمم المتحدة في تيمور الشرقية حتى 30 سبتمبر 1999.
لاحظ مجلس الأمن أن الأمين العام كوفي عنان قرر إرجاء الاستفتاء على الحكم الذاتي الخاص لتيمور الشرقية حتى 30 أغسطس 1999 لأسباب فنية، ومدد ولاية البعثة وفقا لذلك. وذكر أنه «بالإضافة إلى التأخير في بدء تسجيل الناخبين، كانت بعثة الأمم المتحدة في تيمور الشرقية بحاجة إلى مزيد من الوقت لجمع قائمة الناخبين ونشرها والسماح بإجراء استئناف».